# Зебјулон (Џорџија)
Зебјулон (енгл. Zebulon) град је у америчкој савезној држави Џорџија. По попису становништва из 2010. у њему је живело 1.174 становника.

## Демографија
Према попису становништва из 2010. у граду је живело 1.174 становника, што је 7 (0,6%) становника мање него 2000. године.
| Група             | 2000.       | 2010.       |
| Белци             | 699 (59,2%) | 692 (58,9%) |
| Афроамериканци    | 436 (36,9%) | 413 (35,2%) |
| Азијати           | 15 (1,3%)   | 10 (0,9%)   |
| Хиспаноамериканци | 23 (1,9%)   | 17 (1,4%)   |
| Укупно            | 1.181       | 1.174       |